# Volleyboll vid europeiska spelen
Volleyboll vid europeiska spelen är volleybollturneringar som ingick i de europeiska spelen. Volleyboll var en av de 20 sporter som fanns med vid de första europeiska spelen 2015. Dessa tävlingar var också en del av kvalet till olympiska sommarspelen 2016.
Volleyboll fanns inte med på programmet under andra upplagan 2019.

## Grenar
Precis som i olympiska sommarspelen fanns tävlingar i både inomhusvolleyboll och beachvolleyboll på programmet. 
|            |  |   |   |  |  |  |  |  |  |  |  |  |  |  |  |  |  |  |  |  |  |  |  |  |  |  |
| Volleyboll |  | 4 | - |  |  |  |  |  |  |  |  |  |  |  |  |  |  |  |  |  |  |  |  |  |  |  |

## Medaljörer

### 2015
Se även Volleyboll vid europeiska spelen 2015.
Volleyboll (inomhus)
| Gren   | Guld     | Silver    | Brons    |
| Herrar | Tyskland | Bulgarien | Ryssland |
| Damer  | Turkiet  | Polen     | Serbien  |

Beachvolleyboll
| Gren   | Guld                                   | Silver                                                     | Brons                                        |
| Herrar | Lettland Martins Plavins Haralds Regza | Ryssland Yaroslav Kosjkarev Dmitry Barsouk                 | Tjeckien Premysl Kubala Jan Hadrava          |
| Damer  | Schweiz Nicole Eiholzer Nina Betschart | Österrike Lena Maria Plesiutschnig Katharina Schutzenhofer | Litauen Ieva Dumbauskaite Monika Povilaityte |